# Culcita schmideliana
Culcita schmideliana är en sjöstjärneart som först beskrevs av Anders Jahan Retzius 1805.  Culcita schmideliana ingår i släktet Culcita och familjen Oreasteridae. Inga underarter finns listade i Catalogue of Life.

## Bildgalleri

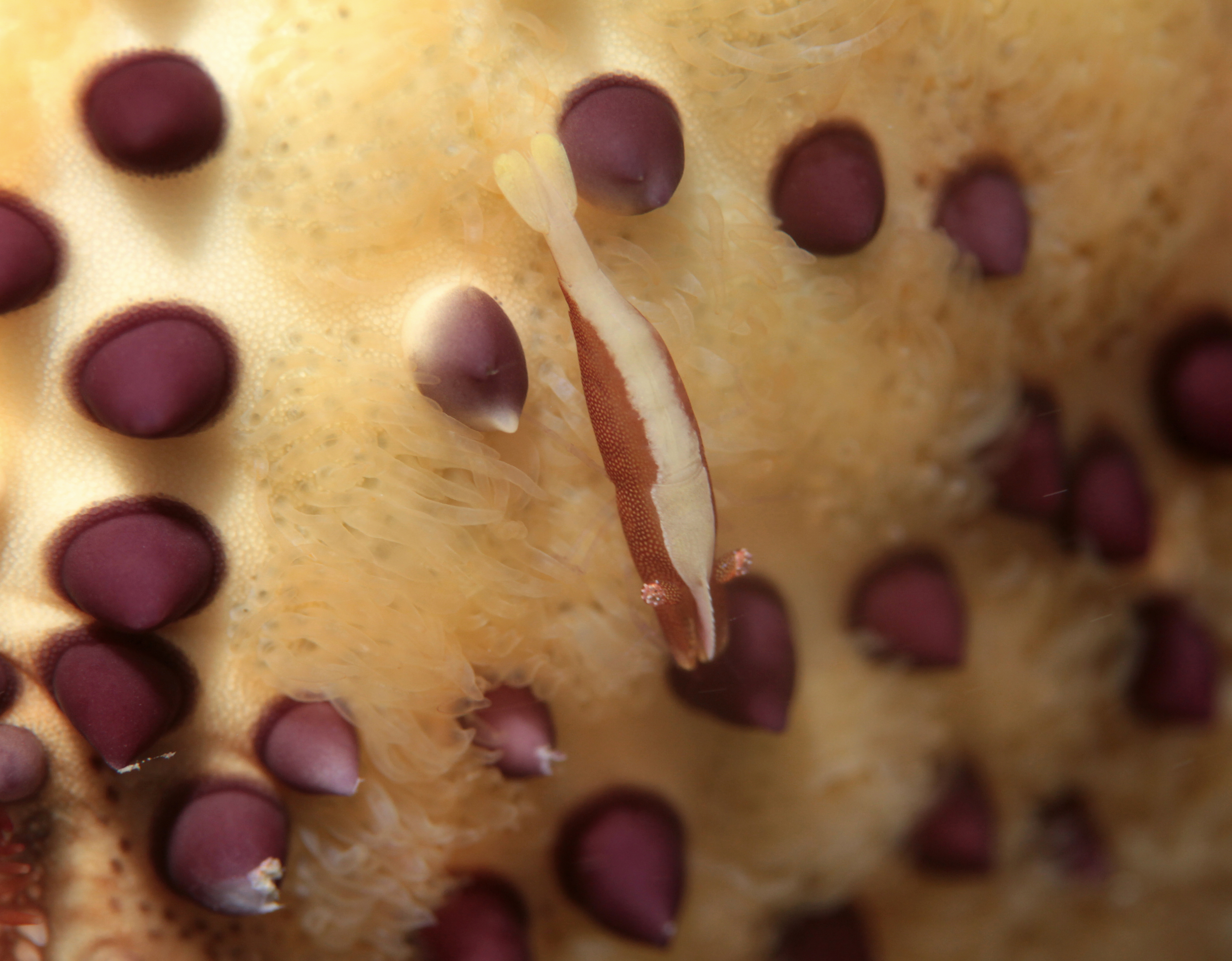
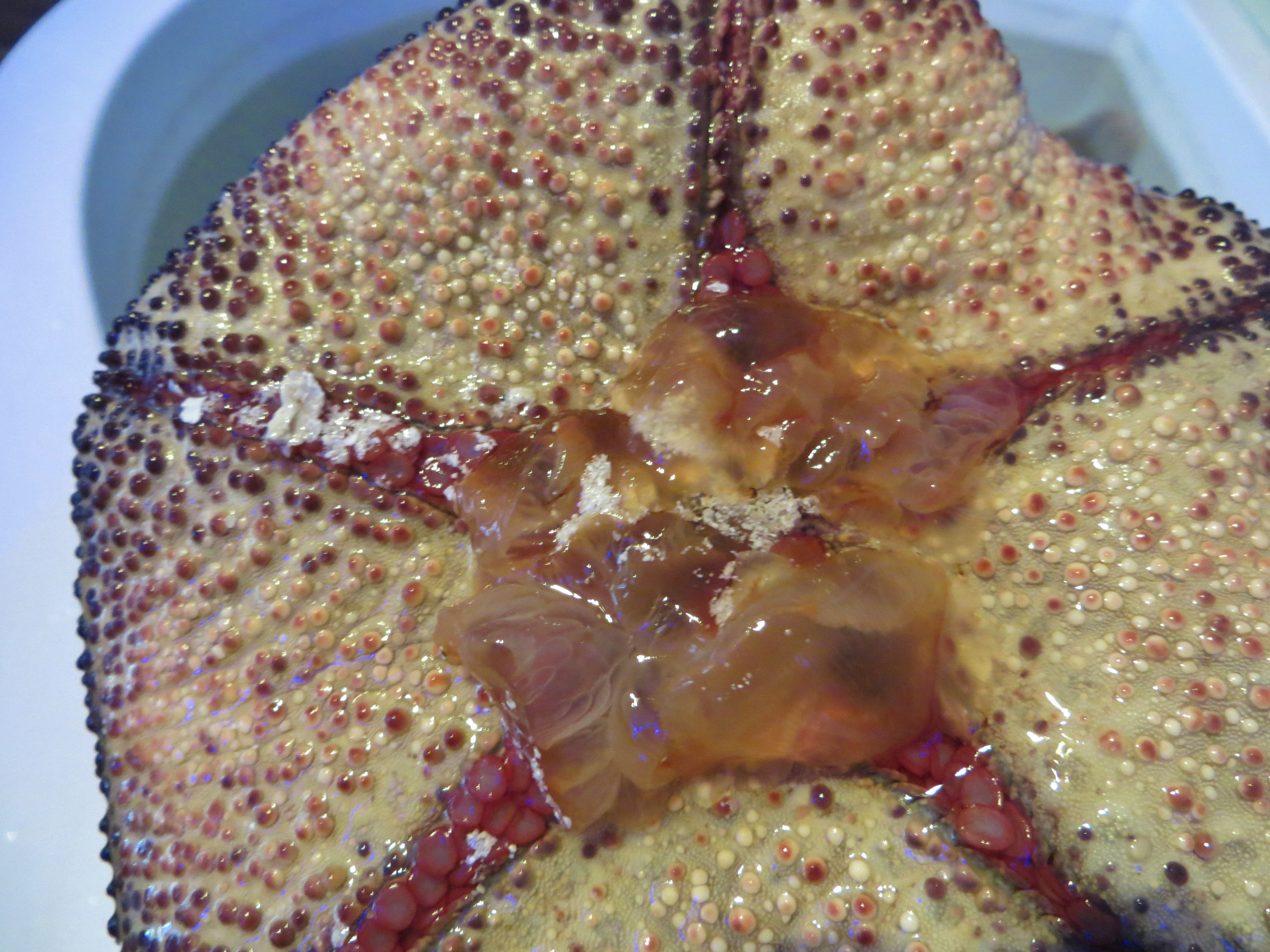